# Магеланов пингвин
Магеланов пингвин (лат. Spheniscus magellanicus) врста је пингвина који настањује Јужну Америку, тачније Аргентину, Чиле и Фокландска острва, са неким миграторним примерцима виђеним у Бразилу, где се повремено виђају чак до Риа де Жанеира. Припада роду Spheniscus и најбројнија је врста из тог рода. Најближи рођаци су му хумболтов, магарећи и галапагошки пингвин. Магеланов пингвин је добио назив по португалском истраживачу Фернанду Магелану, који је открио ову врсту 1520. године. На IUCN листи магеланов пингвин се сврстава у групу скоро угрожених таксона.

## Опис
Магеланови пингвини су средње величине, расту до величине 61-76 центиметара и тежине 2,7 до 6,5 килограма. Мужјаци су већи од женки, а оба родитеља негују младе.
Одрасле јединке имају црна леђа и беле стомаке. Постоје две црне траке између главе и груди, које са доњом траком образују шару облика обрнуте потковице. Глава је црна, са белим ободом који иде иза очију, наставља се од ушију до репа и придружује се белој шари код грла. Младунци имају црно-сива леђа, са више избледеле сиво-плаве боје на својим грудима. Магеланови пингвини могу да живе и до 25 година у дивљини, а чак до 30 година у заробљеништву.
Млади обично имају пеге на својим ногама које постепено бледе како одрастају. Када птица достигне старост од око 10 година, ноге постају читаве црне.
Као и код осталих врста пингвина, и код магелановог пингвина крила су крута и служе само за пливање.

## Исхрана
Магеланови пингвини се хране под водом, а исхрана им се састоји од сипа, лигња, ракова и других животиња, а са храном уносе у организам и слану воду. Вишак соли избацују из организма преко својих жлезда. Одрасли пингвини могу да роне до дубине од 20 до 50 метара у потрази за пленом. Током сезоне парења, мужјаци и женке имају исти начин роњења и потраге за храном, као и састав исхране, међутим, анализа коштане сржи указује на то да се исхрана разликује ван сезоне парења, а разлог за то је узгој младунаца, када су једни од родитеља онемогућени да лове.
Магеланови пингвини не доживљавају тако озбиљно недостатак хране као галапагошки пингвини, зато што имају залихе хране, с обзиром на то да живе на обалама Атлантског океана Јужне Америке. Присуство великог континенталног гребена у Атлантику обезбеђује то да се ови пингвини могу срести далеко од своје колоније парења.

## Размножавање
Магеланови пингвини путују у великим јатима у потрази за храном. Током сезоне парења, ове птице се окупљају и гнезде се у великим колонијама на обалама Аргентине, јужног Чилеа и Фокландских острва, где број гнезда достиже густину од око 20 по квадратном километру. Сезона парења почиње доласком одраслих јединки магелановог пингвина у колонију у септембру и траје све до краја фебруара и почетка марта, када су млади довољно зрели да напусте колонију. Једна од највећих колонија налази се у Пунта Томбу. Гнезда граде под грмљем или у рупама. Полажу два јаја чија инкубација траје 39-42 дана, а на том задатку се смењују оба родитеља сваких 10 до 15 дана. Младунци су збринути од стране оба родитеља 29 дана, а хране се на свака два до три дана. Нормално је да се оба младунца одгоје до стадијума одрасле јединке, мада се често дешава да само једно младунче преживи до тог стадијума. Сматра се да је успешан магеланов пингвин онај који подигне 0.7 младунца у просеку по свакој сезони.
Магеланови пингвини полажу јаја у топлим местима где се температура не спушта испод 20℃.

## Галерија
- Магеланов пингвин на обалама Аргентине
- Пливање под водом у зоолошком врту у Берлину, Немачка
- Пар пингвина који се паре у свом гнезду
- Одрасли и младунци у свом гнезду, Патагонија, Аргентина
- Магеланови пингвини на патагонијској обали